# Novokotiv, Luțk
Novokotiv (în ucraineană Новокотів) este un sat în comuna Romaniv din raionul Luțk, regiunea Volînia, Ucraina.

## Demografie
Componența lingvistică a localității Novokotiv
     Ucraineană (97,51%)
     Rusă (2,49%)
Conform recensământului din 2001, majoritatea populației localității Novokotiv era vorbitoare de ucraineană (97,51%), existând în minoritate și vorbitori de rusă (2,49%).